# 硬水母目
硬水母目（学名：Trachymedusae）刺胞动物门水螅纲的一目，是一类海生水螅水母，目前确认有4科。